# Одейле (комуна)
Одейле (рум. Odăile) — комуна у повіті Бузеу в Румунії. До складу комуни входять такі села (дані про населення за 2002 рік):
- Валя-Финтиней (242 особи)
- Валя-Штефанулуй (45 осіб)
- Горинь (14 осіб)
- Капу-Сатулуй (70 осіб)
- Корняну (40 осіб)
- Лаку (326 осіб)
- Одейле (65 осіб) — адміністративний центр комуни
- П'ятра-Албе (158 осіб)
- Пособешть (50 осіб)
- Скорошешть (85 осіб)

Комуна розташована на відстані 112 км на північ від Бухареста, 35 км на північний захід від Бузеу, 116 км на захід від Галаца, 77 км на схід від Брашова.

## Населення
За даними перепису населення 2002 року у комуні проживали 1095 осіб. Усі жителі комуни рідною мовою назвали румунську. За віросповіданням усі жителі комуни — православні.
Національний склад населення комуни:
| Національність | Кількість осіб | Відсоток |
| -------------- | -------------- | -------- |
| румуни         | 1084           | 99,0%    |
| цигани         | 11             | 1,0%     |